# Єлизаветська сільська рада
Єлизаве́тська сільська́ ра́да — адміністративно-територіальна одиниця та орган місцевого самоврядування в Катеринопільському районі Черкаської області. Адміністративний центр — село Єлизаветка.

## Загальні відомості
- Населення ради: 625 осіб (станом на 2001 рік)

## Населені пункти
Сільській раді були підпорядковані населені пункти:
- с. Єлизаветка
- с-ще Червоний Брід

## Склад ради
Рада складалася з 14 депутатів та голови.
- Голова ради: Михайлець Світлана Федорівна
- Секретар ради: Саманцова Людмила Миколаївна

### Керівний склад попередніх скликань
| Прізвище, ім'я, по батькові  | Основні відомості                                                                                     | Дата обрання | Дата звільнення |
| ---------------------------- | --- | ------------ | --------------- |
| Яременко Ялина Дмитрівна     | Сільський голова, 1956 року народження, освіта середня спеціальна, член Соціалістичної партії України | 26.03.2006   | 31.10.2010      |
| Яременко Ялина Дмитрівна     | Сільський голова, 1956 року народження, освіта середня спеціальна                                     | 31.10.2010   | 16.12.2012      |
| Михайлець Світлана Федорівна | Сільський голова, 1963 року народження, освіта вища, член Партії регіонів                             | 16.12.2012   |                 |

Примітка: таблиця складена за даними сайту Верховної Ради України

### Депутати
За результатами місцевих виборів 2010 року депутатами ради стали:

#### За суб'єктами висування
| Суб'єкт висування | Кількість обраних депутатів | %   |
| ----------------- | --------------------------- | --- |
| Самовисування     | 14                          | 100 |

#### За округами
| № округу | Прізвище, ім'я, по батькові         | Дата визнання обраним | Освіта             | Партійна приналежність                        | Відомості про обраного депутата                    |
| -------- | ----------------------------------- | --------------------- | ------------------ | --------------------------------------------- | -------------------------------------------------- |
| 1        | Юрченко Інна Василівна              | 01.11.2010            | середня            | позапартійна                                  | ТОВ «РЕТРО», підприємець                           |
| 2        | Колоднюк Вікторія Петрівна          | 21.10.2013            | вища               | член Партії регіонів                          | Єлизаветський НВК, вчитель                         |
| 3        | Федорова Зоя Василівна              | 01.11.2010            | середня            | позапартійна                                  | Єлизаветська сільська рада, землевпорядник         |
| 4        | Юрченко Леся Іванівна               | 01.11.2010            | середня            | позапартійна                                  | Відділеннязвязку, начальник ВЗ                     |
| 5        | Саманцова Людмила Миколаївна        | 01.11.2010            | середня            | позапартійна                                  | Єлизаветська сільська рада, секретар               |
| 6        | Свинаренко Олег Сергійович          | 01.11.2010            | середня            | член Партії регіонів                          | тимчасово не працює                                |
| 7        | Щербак Василь Анатолійович          | 01.11.2010            | середня спеціальна | позапартійний                                 | пенсіонер                                          |
| 8        | Дробот Леонід Павлович              | 01.11.2010            | середня спеціальна | позапартійний                                 | пенсіонер                                          |
| 9        | Мельниченко Валентина Олександрівна | 01.11.2010            | середня спеціальна | член Всеукраїнського об'єднання «Батьківщина» | Сільська бібліотека, бібліотекар                   |
| 10       | Олексенко Ніна Олексіївна           | 01.11.2010            | середня спеціальна | позапартійна                                  | Єлизаветська сільська рада, головний бухгалтер     |
| 11       | Семенюк Леонід Дмитрович            | 01.11.2010            | середня спеціальна | позапартійний                                 | фізична особа-підприємець                          |
| 12       | Кравченко Віталій Миколайович       | 01.11.2010            | вища               | позапартійний                                 | ТОВ А/ф «Зоря», обліковець тракторної бригади      |
| 13       | Фаренюк Валентина Миколаївна        | 01.11.2010            | вища               | позапартійна                                  | Єлизаветська загальноосвітня школа, директор школи |
| 14       | Рибак Світлана Павлівна             | 01.11.2010            | вища               | позапартійна                                  | Єлизаветська загальноосвітня школа, вчитель        |